# 田中健二朗
田中 健二朗（たなか けんじろう、1989年9月18日 - ）は、愛知県南設楽郡鳳来町（現：新城市）出身のプロ野球選手（投手）。左投左打。くふうハヤテベンチャーズ静岡所属。

## 経歴

### プロ入り前

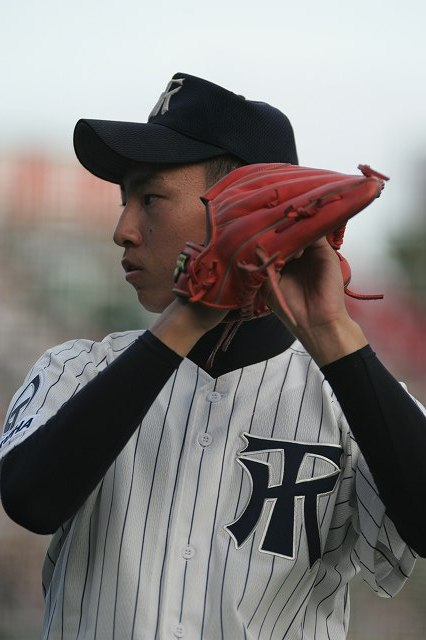
常葉菊川高校時代の田中

小学校2年生の時から投手として、山吉田少年野球クラブで軟式野球をスタート。中学校3年生の春には、ボーイズリーグの新城ベアーズで全国大会に出場した。
常葉菊川高校への進学後は、投球フォームの乱れから腰椎分離症に悩まされた。しかし、中日ドラゴンズでのプレー経験がある佐野心部長から『ど真ん中投法』を直々に教わると制球が安定していった。2年生の秋からエースとしてチームを牽引すると、3年生春の第79回選抜高等学校野球大会でチームを優勝に導いた。3年生夏の第89回全国高等学校野球選手権大会でも準決勝まで進出。静岡県勢としては平成時代初のベスト4入りを果たしたものの、野村祐輔、小林誠司、土生翔平、上本崇司らを擁する広陵高等学校に敗れた。ちなみに、2020東京オリンピックのソフトボール競技で日本代表チームの一員として金メダルを獲得した渥美万奈は同級生に当たる。
春夏通じて甲子園球場の全国大会で通算6勝（春4勝夏2勝）を挙げたことが評価されて、2007年のNPB高校生ドラフト会議では、横浜ベイスターズから1巡目で指名された。佐藤由規・髙濱卓也の指名重複による抽選で交渉権獲得を逃した末の指名だったが、後に契約金7000万円、年俸720万円（金額は推定）という条件で入団した。背番号は三浦大輔が1997年までに着けていた46。常葉菊川高校から直接NPBの球団に入った選手は田中が初めてで、大学経由を含めても門奈哲寛以来2人目であった。

### 横浜・DeNA時代
2008年、左肩を痛めたため、一・二軍を通じて公式戦への登板機会がなく、実戦登板はシーズン終了後のフェニックスリーグにまで持ち越された。
2009年、イースタン・リーグ公式戦で、主に先発投手として3勝を記録。フレッシュオールスターゲームにも、同リーグの監督推薦選手として出場した。
2010年、9月11日の対中日ドラゴンズ戦（ナゴヤドーム）で、6番手投手として一軍公式戦にデビュー。9月15日の対阪神タイガース戦（横浜スタジアム）で一軍公式戦初先発を果たすと、6回0/3を5安打3失点という内容で初勝利を挙げた。横浜の投手による一軍公式戦初先発初勝利は、2008年の小林太志以来であった。
2011年、一軍公式戦では、先発として1試合に登板しただけでシーズンを終えた。
2012年、一軍公式戦のロングリリーフで投球内容が安定していたことから、4試合で先発に起用。シーズン通算では15試合に登板したが、0勝2敗、防御率4.67という成績で終わった。
2013年、一軍公式戦には、オール救援で9試合に登板。勝敗は付かず、防御率は4.85であった。11月には一般女性と5月に結婚していたことを公表。
2014年、プロ入り後初めて公式戦の開幕を一軍で迎えたが、インフルエンザに感染したため、公式戦への登板機会のないまま登録を抹消された。以降のシーズンでは一軍と二軍を往復しながら、力のあるボールを投げる手応えをつかんだ。9月に一軍へ昇格してからは、登板した試合を全て無失点に抑えるほど好調で、9月23日の対阪神戦（横浜）では一軍公式戦4年ぶりの勝利を記録した。シーズン終了後に、首脳陣から先発での起用を打診されたが固辞。
2015年、2年連続で公式戦の開幕を一軍で迎えると、新人ながらクローザーに抜擢された山﨑康晃につなぐセットアッパーとして活躍。首脳陣の判断で山崎が休養した5月15日の対広島東洋カープ戦（MAZDA Zoom-Zoom スタジアム広島）では、山崎に代わってクローザーを務めると、一軍公式戦での自身初セーブを達成した。チームが前半戦に好調だったことなどを背景に、オールスターゲームでは、ファン投票でセントラル・リーグ中継ぎ投手部門の2位へ入った末に、同リーグの監督推薦選手として初出場。もっとも、前半戦の終盤から徐々に調子を落としていたため、実際にはオールスターゲーム第1戦の前日（7月16日）に出場選手登録を抹消された。同ゲームでは7月18日の第2戦（マツダスタジアム）に3番手で登板したが、公式戦では一軍復帰を果たせずにシーズンを終えた。一軍公式戦全体では、前半戦だけで35試合に登板。2勝2敗ながら、防御率2.20、16ホールドという好成績を残した。なお、シーズン終了後の11月に開催された第1回WBSCプレミア12では、日本代表の第1次候補選手に選ばれた。しかし、前述した事情から、最終ロースターの28名に残らなかった。
2016年、プロ入り後初めて、公式戦の開幕からフルシーズン一軍に帯同。一軍公式戦では登板試合数（61）・勝利数（5勝）・ホールド数（23）で自己最高の成績を残すとともに、左のセットアッパーとしてチーム史上初のクライマックスシリーズ進出へ貢献した。山崎が不調に陥った8月には、右のセットアッパー・三上朋也と交互に、一時クローザーを務めている。
チームのレギュラーシーズン3位で迎えたポストシーズンでは、読売ジャイアンツとのクライマックスシリーズ（CS）ファーストステージ第1戦（10月8日）でホールドを記録したほか、第3戦（10月10日、いずれも東京ドーム）で勝利投手になった。チームの1勝1敗で迎えた第3戦では、同点の9回裏から登板。先頭打者・村田修一を内野安打で出塁させたものの、村田の代走・鈴木尚広への牽制球によってプロ入り後初めて牽制刺を記録した。さらに後続の打者を凡退させることで延長戦に持ち込むと10回裏の巨人の攻撃を三者凡退に抑えた。結局、DeNAは延長11回表の勝ち越しを経て勝利するとともに、ファイナルステージへの進出を決めた。広島とのファイナルステージでも2試合に登板したが、チームはセ・リーグで優勝した1998年以来の日本シリーズ進出を逃している。
2017年、同姓の田中浩康が東京ヤクルトスワローズから移籍したことに伴い、ユニフォームの背ネームの表記を「K.TANAKA」に変更。前年に続いてレギュラーシーズンの開幕から1年を通じて一軍に帯同した。一軍公式戦では60試合に登板したものの、先発から転向した左投手の砂田毅樹がセットアッパーを務めたため、ホールド数は11と減少。チームのレギュラーシーズン3位で迎えたポストシーズンでは、阪神とのCSファーストステージ1試合と10月28日に福岡ソフトバンクホークスとの日本シリーズ第1戦（福岡ヤフオク!ドーム）で5回裏に2/3イニングを投げただけに留まった。
2018年、開幕一軍入りを果たしたが、砂田や前年途中から加入したエドウィン・エスコバーなど、他の左投手が救援で活躍。その影響で一軍公式戦での登板は11試合と前年から大幅に減少した。一軍公式戦で最後に登板した9月16日の対阪神戦（横浜）では、3回表無死満塁からの登板で2つの押し出し四球を与えたばかりか、阪神の先発投手・藤浪晋太郎に満塁本塁打を打たれた。21世紀のNPB一軍公式戦に登板した投手が打者として満塁本塁打を放った事例はこの試合の藤浪が初めてである。
2019年、前年の対阪神戦以来、一・二軍とも公式戦の登板機会がないまま8月15日にトミー・ジョン手術を受けた。シーズン終了後の11月13日には育成選手として契約を更改。NPBからは12月2日に自由契約選手として公示されたが、翌2020年8月の実戦復帰を目標にリハビリへ専念するための暫定措置で、背番号も046に変更した。
2020年、シーズンを通じて左肘のリハビリに専念。5月頃にはキャッチボールが可能な状態にまで回復していたが、実戦への復帰には至らなかった。シーズン終了後には育成選手に関するNPBの規定で自由契約選手として公示されたが、後に育成選手として再契約。その一方で、手術前と同じフォームでの投球で左肘に痛みや張りが出ることが判明したため、新たなフォームの確立を模索した。
2021年、3月16日の春季教育リーグの対埼玉西武ライオンズ戦で2年半ぶりに実戦へ復帰した。イースタン・リーグの開幕後も、6月14日までに同リーグの公式戦でチーム最多の21試合に登板。翌15日には支配下選手へ復帰することや、背番号を入団当初の46に戻すことが球団から発表された。9月12日に出場選手登録を果たすと、対阪神戦（横浜）で7点リードの9回表二死から2018年9月16日以来3年（1092日）ぶりに一軍公式戦へ登板した。2番手投手のケビン・シャッケルフォードが打球を右膝に受けたことに伴う登板で、代打の原口文仁を四球で出塁させたものの、続く小野寺暖を凡退させたことで試合を締めくくった。
2022年、開幕から左のワンポイントとして一軍で登板を重ね、4月19日の阪神戦では5回の同点の場面で1イニングを無失点に抑えるとその裏チームが勝ち越し、2018年7月26日の中日戦以来4年（1363日）ぶりに勝利投手となった。7月12日までに35試合に登板し防御率1.95の好成績を挙げていたが、同日の広島東洋カープ戦で2/3回を2失点で降板。翌13日に右太もも裏の張り（肉離れ）で出場選手登録を抹消された。8月20日の二軍戦で実戦復帰し、9月1日に一軍に復帰した。最終的にこの年は47試合に登板し防御率2.63、13ホールドを記録して完全復活を遂げた。
2023年、3月1日に左大腿二頭筋遠位部肉離れで離脱し、開幕を二軍で迎える。その後、二軍で防御率1点台と安定した投球を続け、7月1日に一軍に昇格。11試合に登板し防御率4.09という成績だったが、登板機会も少なく、8月2日に登録を抹消された。10月3日に戦力外通告を受けた。

### くふうハヤテ時代
現役続行を希望し、12球団合同トライアウトに参加。同年12月7日に、2024年からのウエスタン・リーグ参加の内定を受けているくふうハヤテベンチャーズ静岡が新入団選手として発表した。背番号は横浜・DeNA時代と同じ46。
2024年、くふうハヤテでは経験豊富さから投手の中心的役割を担う。3月22日、くふうハヤテがチーム初勝利を達成した阪神とのウエスタン・リーグ公式戦では、四死球でピンチを招いた藤本颯太を救援したのち、そのまま試合の最後まで投げ切り、チーム初セーブを記録している。中継ぎの要として開幕から15試合連続無失点の防御率0.00と好成績を挙げていたが、コンディション不良のため、6月以降は登板がなく、NPB12球団の選手補強期限である7月31日までにオファーはなかった。

## 選手としての特徴

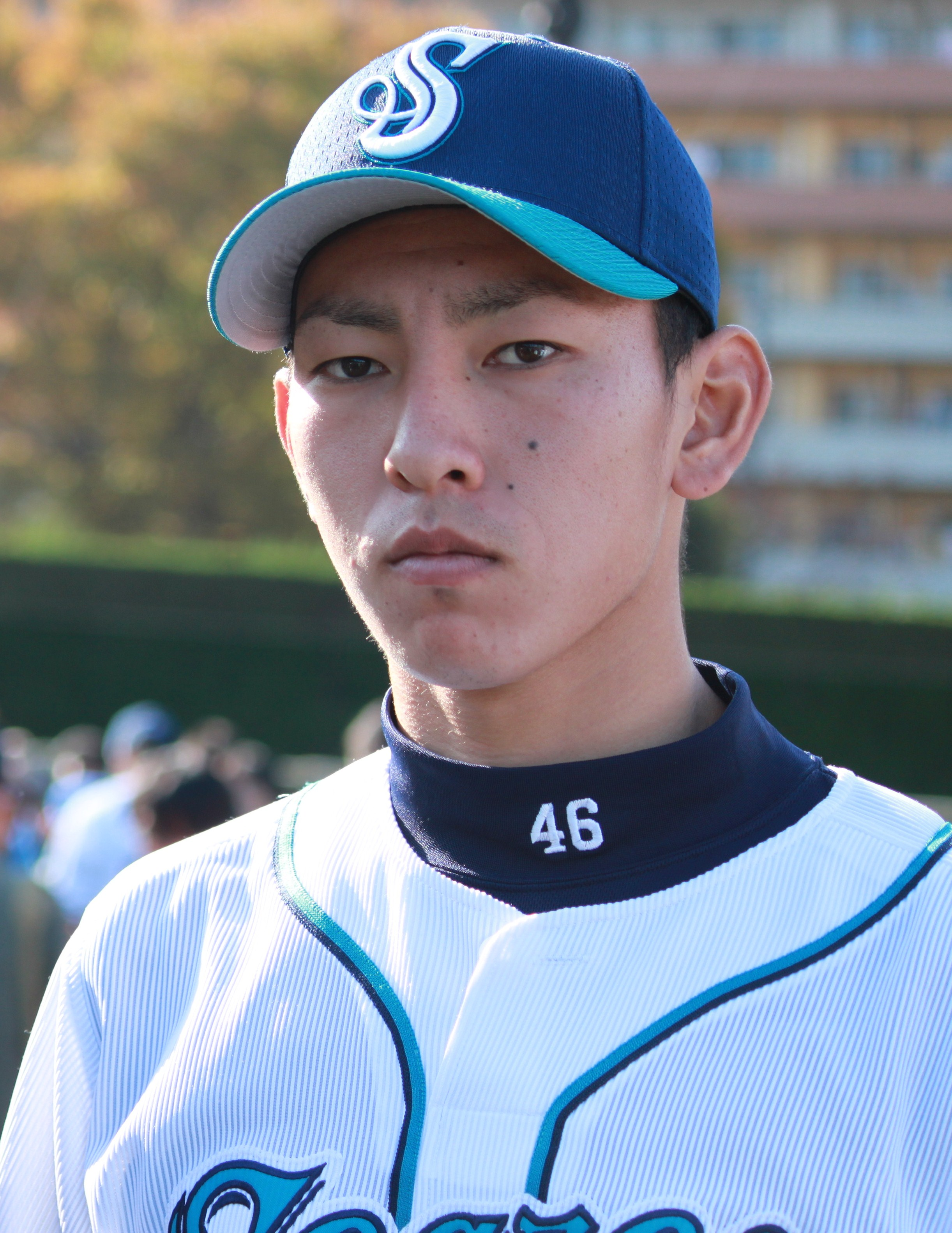
湘南シーレックス時代
（2010年11月20日、横須賀スタジアム）

最速147km/hの直球と曲がりの大きなカーブを武器としている。その他の変化球として、スライダーとフォークを投じる。
2016年は対左打者の被打率が.295に対し、対右打者は.240。2017年も対左打者の.250に対し、対右打者は.239と、左打者よりも右打者を抑えている傾向にある。
プロ入り後は主に中継ぎ投手として活躍している。救援投手としては奪三振率が高く、左肘の手術と育成契約を経て、2021年6月に支配下選手へ2年ぶりに復帰した際にも、この点を高く評価されている。

## 人物
実家は近くのコンビニエンスストアまで数km離れた（車で約10分）山間部で、野球に熱中できる環境だった。このため、高校時代は「田舎」がニックネームで、横浜の入団会見で「『ハマの田舎』と呼んで下さい」と語っている（なお、田中の入団後、実家近くにコンビニが開店している。）。その後、公募でニックネームで募集したところ、額の剃りこみに特徴があることから、「ハマのソリコミ」を田中が選んでいる。また、砂田毅樹からは「けんけん」と呼ばれているほか、ネットでは「タナケン」という呼び名が定着している。
2015年には、実母が心筋梗塞によって2月28日に47歳で急逝。
横浜・DeNAでの13年目（2020年）のシーズンを育成選手として迎えることについては「正直なところ『もう（投手生命が）終わりなんじゃないか』と思っていたので、育成契約の話を（2019年の契約更改で球団から）いただいたことや、（更改の席で三原一晃）球団代表から『今後も長く野球を続けられるように（同年にトミー・ジョン手術を受けた左肘を育成契約の期間中に）しっかり治して欲しい』と言われたことは本当にありがたい。トミー・ジョン手術を受けた後に球速やパフォーマンスが上がった投手の話を聞いているので、『第二の野球人生』とはいかなくても、『新しい田中健二朗』を一から作っていけるよう（実戦復帰までのプロセスを）焦らずに進めていきたい」という表現で前向きに捉えていた。実際には当時の想定より左肘のリハビリに時間を要したものの、翌2021年6月に支配下選手へ復帰し、9月に一軍公式戦へ登板した。

## 詳細情報

### 年度別投手成績
| 年 度      | 球 団      | 登 板 | 先 発 | 完 投 | 完 封 | 無 四 球 | 勝 利 | 敗 戦 | セ 丨 ブ | ホ 丨 ル ド | 勝 率 | 打 者 | 投 球 回 | 被 安 打 | 被 本 塁 打 | 与 四 球 | 敬 遠 | 与 死 球 | 奪 三 振 | 暴 投 | ボ 丨 ク | 失 点 | 自 責 点 | 防 御 率 | W H I P |
| ---------- | ---------- | ----- | ----- | ----- | ----- | -------- | ----- | ----- | -------- | ----------- | ----- | ----- | -------- | -------- | ----------- | -------- | ----- | -------- | -------- | ----- | -------- | ----- | -------- | -------- | ------- |
| 2010       | 横浜 DeNA  | 5     | 4     | 0     | 0     | 0        | 1     | 2     | 0        | 0           | .333  | 103   | 25.0     | 22       | 6           | 10       | 0     | 0        | 12       | 1     | 0        | 11    | 11       | 3.96     | 1.28    |
| 2011       | 横浜 DeNA  | 1     | 1     | 0     | 0     | 0        | 0     | 0     | 0        | 0           | ----  | 16    | 3.0      | 6        | 1           | 0        | 0     | 0        | 1        | 0     | 0        | 4     | 2        | 6.00     | 2.00    |
| 2012       | 横浜 DeNA  | 15    | 4     | 0     | 0     | 0        | 0     | 2     | 0        | 0           | .000  | 153   | 34.2     | 38       | 3           | 8        | 0     | 2        | 27       | 1     | 0        | 19    | 18       | 4.67     | 1.33    |
| 2013       | 横浜 DeNA  | 9     | 0     | 0     | 0     | 0        | 0     | 0     | 0        | 0           | ----  | 59    | 13.0     | 16       | 4           | 6        | 0     | 0        | 11       | 0     | 0        | 7     | 7        | 4.85     | 1.69    |
| 2014       | 横浜 DeNA  | 11    | 0     | 0     | 0     | 0        | 1     | 0     | 0        | 0           | 1.000 | 68    | 15.1     | 21       | 1           | 3        | 0     | 1        | 17       | 1     | 0        | 8     | 7        | 4.11     | 1.57    |
| 2015       | 横浜 DeNA  | 35    | 0     | 0     | 0     | 0        | 2     | 2     | 1        | 16          | .500  | 140   | 32.2     | 29       | 1           | 16       | 0     | 0        | 29       | 3     | 0        | 9     | 8        | 2.20     | 1.38    |
| 2016       | 横浜 DeNA  | 61    | 0     | 0     | 0     | 0        | 5     | 3     | 0        | 23          | .625  | 197   | 44.0     | 46       | 2           | 18       | 3     | 1        | 39       | 3     | 0        | 16    | 12       | 2.45     | 1.45    |
| 2017       | 横浜 DeNA  | 60    | 0     | 0     | 0     | 0        | 1     | 3     | 0        | 11          | .250  | 205   | 48.1     | 43       | 3           | 23       | 0     | 1        | 36       | 2     | 0        | 26    | 24       | 4.47     | 1.37    |
| 2018       | 横浜 DeNA  | 11    | 0     | 0     | 0     | 0        | 1     | 1     | 0        | 0           | .500  | 54    | 12.1     | 14       | 2           | 6        | 1     | 0        | 14       | 0     | 0        | 9     | 9        | 6.57     | 1.62    |
| 2021       | 横浜 DeNA  | 8     | 0     | 0     | 0     | 0        | 0     | 0     | 0        | 0           | ----  | 18    | 4.2      | 3        | 0           | 2        | 0     | 1        | 6        | 1     | 0        | 0     | 0        | 0.00     | 1.07    |
| 2022       | 横浜 DeNA  | 47    | 0     | 0     | 0     | 0        | 3     | 0     | 0        | 13          | 1.000 | 160   | 37.2     | 31       | 5           | 14       | 2     | 2        | 25       | 1     | 0        | 14    | 11       | 2.63     | 1.19    |
| 2023       | 横浜 DeNA  | 11    | 0     | 0     | 0     | 0        | 0     | 0     | 0        | 1           | ----  | 46    | 11.0     | 12       | 1           | 2        | 0     | 0        | 9        | 1     | 0        | 5     | 5        | 4.09     | 1.27    |
| 通算：12年 | 通算：12年 | 274   | 9     | 0     | 0     | 0        | 14    | 13    | 1        | 64          | .519  | 1219  | 281.2    | 281      | 29          | 108      | 6     | 8        | 226      | 14    | 0        | 128   | 114      | 3.64     | 1.38    |

- 2023年度シーズン終了時
- 横浜（横浜ベイスターズ）は、2012年にDeNA（横浜DeNAベイスターズ）に球団名変更

### 年度別守備成績
| 年 度 | 球 団     | 投手  | 投手  | 投手  | 投手  | 投手  | 投手     |
| 年 度 | 球 団     | 試 合 | 刺 殺 | 補 殺 | 失 策 | 併 殺 | 守 備 率 |
| ----- | --------- | ----- | ----- | ----- | ----- | ----- | -------- |
| 2010  | 横浜 DeNA | 5     | 3     | 4     | 0     | 1     | 1.000    |
| 2011  | 横浜 DeNA | 1     | 0     | 1     | 0     | 0     | 1.000    |
| 2012  | 横浜 DeNA | 15    | 1     | 5     | 0     | 0     | 1.000    |
| 2013  | 横浜 DeNA | 9     | 1     | 2     | 0     | 0     | 1.000    |
| 2014  | 横浜 DeNA | 11    | 0     | 2     | 0     | 0     | 1.000    |
| 2015  | 横浜 DeNA | 35    | 1     | 7     | 0     | 0     | 1.000    |
| 2016  | 横浜 DeNA | 61    | 4     | 11    | 0     | 1     | 1.000    |
| 2017  | 横浜 DeNA | 60    | 3     | 10    | 2     | 1     | .867     |
| 2018  | 横浜 DeNA | 11    | 1     | 3     | 0     | 1     | 1.000    |
| 2021  | 横浜 DeNA | 8     | 0     | 2     | 0     | 0     | 1.000    |
| 2022  | 横浜 DeNA | 47    | 1     | 10    | 1     | 0     | .917     |
| 2023  | 横浜 DeNA | 11    | 0     | 2     | 0     | 0     | 1.000    |
| 通算  | 通算      | 274   | 15    | 59    | 3     | 4     | .961     |

- 2023年度シーズン終了時

### 記録
投手記録
- 初登板：2010年9月11日、対中日ドラゴンズ22回戦（ナゴヤドーム）、8回裏に6番手で救援登板・完了、1回無失点[44]
- 初奪三振：同上、8回裏に小田幸平から空振り三振[44]
- 初先発・初勝利：2010年9月15日、対阪神タイガース20回戦（横浜スタジアム）、6回0/3を3失点[45]
- 初ホールド：2015年3月31日、対広島東洋カープ1回戦（横浜スタジアム）、5回表に2番手で救援登板、1回2/3を2失点
- 初セーブ：2015年5月15日、対広島東洋カープ7回戦（MAZDA Zoom-Zoom スタジアム広島）、9回裏に4番手で救援登板・完了、1回無失点

その他の記録
- オールスターゲーム出場：1回（2015年）

### 背番号
- 46（2008年 - 2019年、2021年6月15日[19][33] - ）
- 046（2020年[15] - 2021年6月14日）